# SMJG
Die SMJG (auch BDSM Jugend) ist ein im deutschsprachigen Raum tätiger gemeinnütziger und eingetragener Verein, der Jugendarbeit in den Bereichen BDSM und Sexualaufklärung leistet.
Die aus einer Eigeninitiative von Jugendlichen hervorgegangene Gruppe steht seit Herbst 2000 jungen Sadomasochisten als klassisch niedrigschwelliges Informations- und Hilfsangebot zur Verfügung, zunächst rein webbasiert, seit 2002 auch mit Realtreffen (Stammtischen). Die Gruppe richtet sich gezielt an interessierte Jugendliche und junge Erwachsene und ist eine der größten überregionalen BDSM-Gruppen im deutschsprachigen Raum.

## Entwicklung
Die Abkürzung steht für BDSM & JuGend und hat sich aus dem ursprünglichen Namen Sadomasochistische Jugendgruppe entwickelt. Die Gruppe wurde im August 2000 von einem damals 15-Jährigen gegründet, nachdem dieser nirgendwo alters- und interessensspezifische Informationsangebote zum Thema BDSM gefunden hatte, und entwickelte sich im Laufe der folgenden Jahre von einem zunächst rein webbasierten Projekt zu einer bundesweiten Vernetzung Interessierter bis zum Alter von 27 Jahren. Zu dieser Einzelinitiative stießen in den Anfangsjahren noch ein Programmierer für die technische Umsetzung und die Bewältigung der Daten sowie eine Betreuerin für die ratsuchenden Jugendlichen.
Der Verein hat sich schnell zu einer der größten überregionalen BDSM-Gruppen im deutschsprachigen Raum entwickelt und gilt allgemein als wichtiger Teil der deutschsprachigen BDSM-Subkultur, da er interessierten Jugendlichen sowohl gleichaltrige Ansprechpartner als auch detaillierte Informationen zum Thema bietet, um somit mögliche Unfälle durch das Vermitteln von Fachwissen zu verhindern. Der Verein ist seit dem 29. April 2010 ein gemeinnütziger eingetragener Verein mit Sitz in Berlin.

## Arbeit

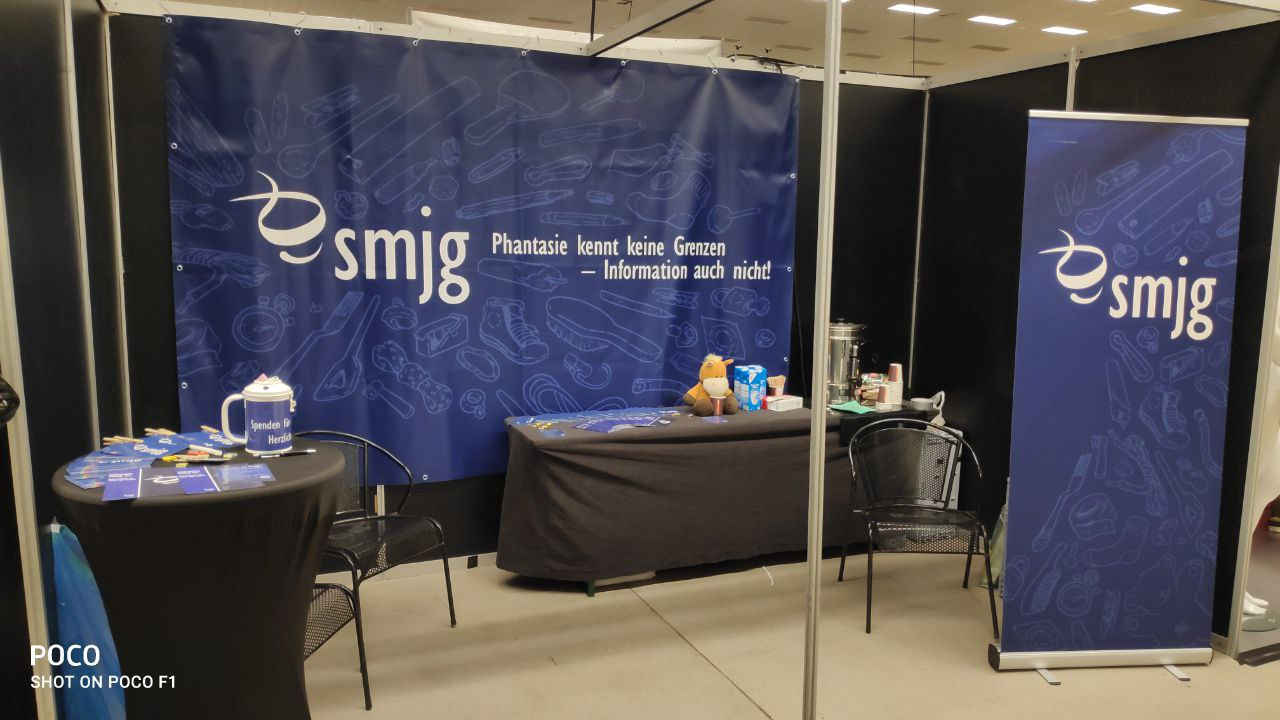
Stand der SMJG auf der Obscene 2020

Zum einen stellt der Verein ein Informationsangebot zu den Themen BDSM und Sexualität bereit, zum anderen bietet er mit seinem Kommunikationswerk – vor allem über sein Internetforum – interessierten Jugendlichen die Möglichkeit, sich mit ihrer Peer Group über den Themenkomplex auszutauschen. Die Gruppe bietet unter anderem detaillierte Informationen zu potentiellen Risiken und Sicherheitshinweise zum Thema BDSM und Sexualität, allgemein aber auch jugendspezifische Hilfen zu Themen wie Coming-out oder BDSM und Eltern und umfangreiche Literaturhinweise.
Die Gruppe organisiert in 37 deutschen und 2 österreichischen Städten Stammtische, die sich ausschließlich an interessierte Jugendliche und junge Erwachsene richten. Die Veranstaltungen der Gruppe stehen jedem bis zum Alter von 27 Jahren offen. Zudem präsentiert sich die SMJG auf Szenemessen, informiert über die Aufklärungsarbeit und spricht aktiv junge szeneaffine Menschen an.
Neben den Stammtischen betreibt die Gruppe eine Mailingliste, ein themenbezogenes Internetforum und einen IRC-Chat. Dadurch stellt sie nicht nur an den Standorten, an denen sie direkt vertreten ist, sondern flächendeckend im gesamten deutschsprachigen Raum eine Anlaufstelle für junge Menschen mit Interesse am Thema BDSM dar.

## Jugendschutz
Ende Juni 2012 wurde die SMJG von jugendschutz.net angehalten, in Bezug auf das offizielle Webforum Schutzmaßnahmen einzurichten, um den Auflagen für Jugendschutz im Internet gerecht zu werden, mit dem Hinweis, dass ansonsten die Kommission für Jugendmedienschutz eingeschaltet würde. Um eine mögliche Indizierung zu vermeiden, wurde für das Forum eine Uhrzeitregelung eingeführt. Dies wird von Nutzern der SMJG als Diskriminierung empfunden.
Anfang 2017 beantragte ein städtisches Jugendamt bei der Bundesprüfstelle für jugendgefährdende Medien, das Onlineangebot des SMJG e. V. in die Liste der jugendgefährdenden Medien aufzunehmen. Dieser Antrag wurde jedoch klar abgelehnt, da „der Inhalt des Angebots in keiner Weise eine Indizierungsrelevanz aufweist“. Die Argumentation des Antragstellers ist nicht öffentlich einsehbar.